# Метаболізм лікарських засобів

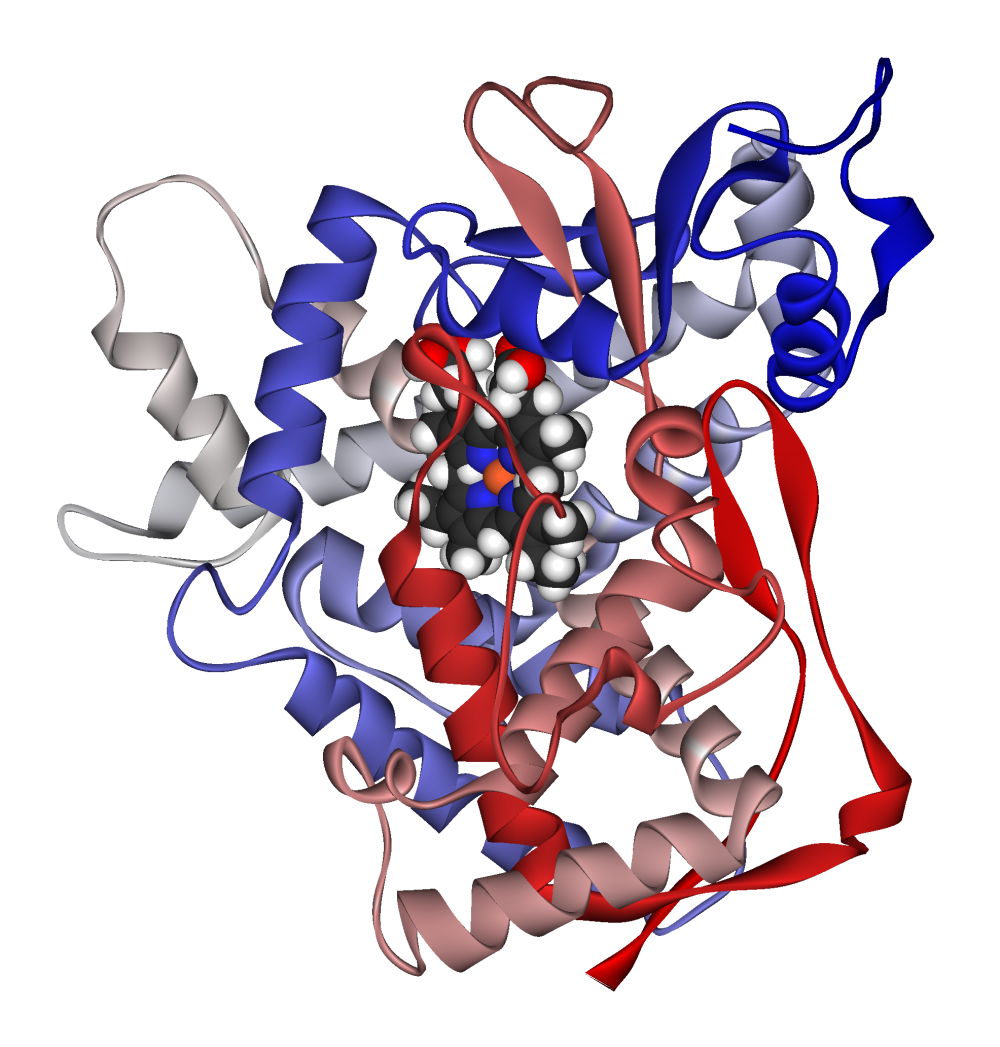
Цитохром Р-450 — один із основних ферментів в процесі метаболізму лікарських засобів

Метаболізм лікарських засобів — це процес перетворення лікарських засобів у органах та тканинах організму, під час якого змінюється їхня фармакологічна активність та проходить процес їхнього хімічного перетворення під дією ферментів із утворенням метаболітів. Під час метаболізму лікарських засобів, може спостерігатись як збільшення, так і зниження активності препарату; підвищення або зниження токсичності фармакологічних середників; активація або дезактивація метаболітів лікарського засобу. Впродовж метаболізму більшості лікарських засобів, проходить їхнє перетворення із ліпофільних речовин, які добре реабсорбуються в ниркових канальцях і через це погано виводяться із організму, на гідрофільні полярні сполуки, які не реабсорбуються у канальцях нирок, і завдяки цьому краще виводяться із організму. Біотрансформація лікарських засобів найчастіше проходить у клітинах печінки, але може відбуватися також у кишечнику, легенях, нирках, шкірі, скелетній мускулатурі.

## Фази метаболічної трансформації лікарських засобів
У процесі метаболізму лікарських засобів виділяється дві фази: фаза метаболічної трансформації, під час якої відбувається окиснення, відновлення та гідроліз лікарського засобу під дією ферментів печінки або іншого органу; та фаза кон'югації, у якій відбувається приєднання до молекули лікарського засобу або його метаболіту хімічних угруповань або молекул ендогенних сполук (глюкуронової кислоти, сульфатної кислоти, глутатіону або інших речовин). Реакції метаболічної трансформації лікарських засобів аналогічно також поділяють на несинтетичні реакції, до яких відносять гідроліз, окиснення та відновлення; та синтетичні реакції, до яких відносять усі реакції кон'югації. Окрім цього, під час метаболічної трансформації лікарських засобів можуть проходити й інші ферментативні реакції — циклізація, ізомеризація, дегалогенування та інші метаболічні перетворення.

## Реакції метаболічної трансформації лікарських засобів
Більшість лікарських засобів метаболізуються в печінці під впливом ферментів, які локалізовані в мембрані ендоплазматичного ретикулуму гепатоцитів, та називаються мікросомальними, оскільки вони пов'язані з субклітинними фрагментами ендоплазматичного ретикулуму — мікросомами. Метаболізм лікарських засобів у гепатоцитах відбувається під впливом поліферментної системи мікросомних оксидаз змішаної функції. Основними компонентами цієї системи є цитохром Р-450-редуктаза та цитохром Р-450-гемопротеїн, який зв'язує молекули лікарського засобу та кисню у своєму активному центрі за участю НАДФ, унаслідок чого проходить реакція гідроксилювання із приєднанням одного атому кисню до молекули лікарського засобу та утворенням гідроксильної групи. Іншими компонентами цієї системи є також інші нікотинамідні коферменти, флавопротеїди, цитохром В5 та інші ферменти. Реакції відновлення відбуваються переважно за участю нітроредуктаз та азидоредуктаз, і може проходити як за рахунок мікросомальних ферментів (наприклад, у випадку метаболізму хлорамфеніколу), так і за участю немікросомальних ферментів (у випадку хлоралгідрату або налоксону).
Реакції гідролізу лікарських засобів відбуваються переважно за рахунок немікросомного окиснення. Ці реакції відбуваються переважно у тканинах та плазмі крові, та найчастіше є складовою частиною метаболізму складних етерів (таких як атропін, ацетилсаліцилова кислота, новокаїн, суксаметоній), амідів (новокаїнамід), і проходять за участю естераз, амілаз, фосфатаз та інших гідролітичних ферментів. Шляхом немікросомного окиснення також відбуваються реакції окисного дезамінування катехоламінів (відбуваються шляхом окиснення моноамінооксидазами мітохондрій), і окиснення багатьох спиртів та альдегідів (зокрема, етанолу ферментом алкогольдегідрогеназою), яке відбувається під дією ферментів цитозолю.
У фазі кон'югації, що відбувається переважно у другій фазі метаболічної трансформації лікарських засобів, проходить приєднання до лікарського засобу або його метаболітів хімічних угруповань або молекул іншої хімічної речовини, що найчастіше є ендогенними сполуками, та утворенням комплексних сполук (кон'югатів), які мають більшу полярність і мають більшу розчинність, що сприяє їх швидшому виділенню з організму. У фазі кон'югації можуть відбуватися наступні реакції :
- Метилювання — відбувається за участю гістаміну, катехоламінів;
- Ацетилювання — відбувається за участю сульфаніламідів, гідразинів нікотинової кислоти, похідних аніліну та інших ароматичних амінів;
- Глюкуронування — відбувається шляхом приєднання до лікарського засобу або його метаболітів активної форми глюкуронової кислоти — уридиндифосфатглюкуронової кислоти. Цей вид реакції кон'югації відбувається за участі хлорамфеніколу, морфіну, діазепаму, дигоксину[3], а також ряду гормональних речовин — тироксину, естрону та тестостерону[9];
- Кон'югація із сульфатами — відбувається за участі метилдофи, а також естрону та інших стероїдних сполук, парацетамолу і хлорамфеніколу[3];
- Кон'югація з глутатіоном — найчастіше відбувається за участю парацетамолу[6];
- Гліцинова кон'югація полягає у приєднанні до молекули лікарської речовини або її метаболіту амінокислоти гліцину та утворення у результаті цієї хімічної реакції гіпурових кислот. Цей шлях метаболізму характерний для ароматичних карбонових кислот — саліцилової та ацетилсаліцилової, бензойної та нікотинової кислоти.[9]

Більшість реакцій кон'югації каталізуються немікросомними ферментами, за виключенням глюкуронування, яке відбувається під впливом мікросомних ферментів. У реакціях кон'югації беруть участь як ферменти печінки (переважно амінотрансферази), так і ферменти нирок, легень та інших органів.

## Зміни активності лікарських засобів унаслідок їх біотрансформації
У процесі метаболізму лікарських засобів у більшості випадків метаболіти, що утворюються при біотрансформації лікарських засобів, володіють меншою біологічною активністю. Але у деяких випадках метаболіти лікарських засобів володіють більшою активністю, ніж початково введений лікарський засіб. Зокрема, трициклічний антидепресант амітриптилін у процесі метаболізму перетворюється на нортриптилін, що має вищу біологічну активність. У процесі метаболізму іншого трициклічного антидепресанту іміпраміну утворюється більш активна сполука дезметиліміпрамін. Нестероїдні протизапальні засоби фенілбутазон та ацетилсаліцилова кислота також метаболізуються із утворенням більш активних сполук, відповідно оксифенбутазону та саліцилової кислоти. Частина лікарських препаратів вводиться в організм у вигляді неактивної сполуки — проліків. Так, засіб для лікування неспецифічного виразкового коліту салазопіридазин у процесі метаболізму під впливом ферментів кишечнику перетворюється у два активних метаболіти — сульфапіридазин та 5-аміносаліцилову кислоту, які мають вищу протизапальну та антибактеріальну активність. Частина препаратів із класу інгібіторів АПФ, зокрема еналаприл, гідролізуються в організмі з утворенням активних сполук. Протипаркінсонічний препарат леводопа, на відміну від свого активного метаболіту дофаміну, має здатність проникати через гематоенцефалічний бар'єр, і її застосування дозволяє досягнути точки прикладання для основної діючої речовини препарату в центральній нервовій системі.
У більшості випадків метаболіти, що утворились у процесі біотрансформації лікарських засобів, мають меншу токсичність. Проте у ряді випадків метаболіти лікарських засобів є більш токсичними, ніж початковий препарат. Так, зокрема, в процесі біотрансформації нестероїдного протизапального препарату фенацетину утворюється більш токсична сполука фенетидин. Більш токсичними є також метаболіти сполук, які містять нітрогрупи — зокрема метронідазол та нітрофурантоїн, а їх токсичність визначається проміжними продуктами метаболічного відновлення нітрогруп.

## Фактори, які впливають на метаболізм лікарських засобів
Під час застосування деяких лікарських засобів може спостерігатися зміна активності ферментативних систем печінки. Частина лікарських препаратів викликають індукцію мікросомальних ферментів. Унаслідок цього при застосуванні з індукторами мікросомальних ферментів інших лікарських засобів прискорюється їх метаболізм, що призводить до зниження їх концентрації в плазмі крові та тканинах організму, та, відповідно, до зниження їх біологічної активності. Індукція мікросомальних ферментів спостерігається при застосуванні барбітуратів (найчастіше фенобарбіталу), нестероїдних протизапальних препаратів (фенілбутазон), протисудомних засобів (карбамазепіну, дифеніну), рифампіцину, гризеофульвіну, кордіаміну, антигістамінних препаратів (димедролу, хлоропіраміну), пероральних цукрознижуючих препаратів (глютетиміду), мепробамату.
При застосуванні деяких лікарських засобів спостерігається зниження активності мікросомальних ферментів, що призводить до підвищення концентрації в плазмі крові та тканинах організму інших лікарських засобів, які застосовуються одночасно із інгібіторами мікросомальних ферментів. Унаслідок підвищення концентрації лікарських засобів у крові та тканинах збільшується як біологічна активність лікарських засобів, так і ймовірність токсичної дії препаратів, що застосовуються одночасно з інгібіторами мікросомальних ферментів. Інгібування мікросомальних ферментів спостерігається при застосуванні циметидину, хлорамфеніколу, кетоконазолу, іміпраміну, морфіну, кодеїну, антибіотиків тетрациклінового ряду та макролідів (еритроміцину, олеандоміцину), метронідазолу, алопуринолу. Інгібування мікросомальних ферментів також спостерігається при вживанні грейпфрутового соку та етанолу, а також при потрапляні в організм солей важких металів (кадмію, свинцю, ртуті).
Зміна швидкості біотрансформації лікарських засобів спостерігається також у тому випадку, коли два або більше лікарські засоби конкурують за одну і ту ж саму ділянку зв'язування на ферменті, що призводить до інгібування метаболізму частини лікарських засобів, що мають меншу афінність до даних ферментів. Інгібування метаболізму окремих лікарських препаратів призводить до збільшення їх періоду напіввиведення, а також призводить до збільшення частоти побічних ефектів та підвищення токсичності лікарських засобів. Зокрема, токсичність парацетамолу збільшується при одночасному застосуванні препарату з етанолом або ізоніазидом. При застосуванні разом із циклоспорином рифампіцину або глюкокортикоїдів збільшується швидкість біотрансформації циклоспорину, що призводить до зниження його концентрації в крові. При застосуванні циклоспорину разом із еритроміцином або кетоконазолом знижується швидкість метаболізму циклоспорину, що призводить до підвищення його концентрації в крові. При застосуванні омепразолу спостерігається індукція однієї з ізоформ цитохрому Р-450 — P450-I-A, яка бере участь у метаболізмі багатьох проканцерогенів, канцерогенів і багатьох лікарських засобів, що може спричинити зміну їх концентрації у крові.
Активність ферментів, які метаболізують лікарські засоби, залежить також від статі, віку та стану організму пацієнта (його харчування, стану ферментних систем, стану вагітність, наявності супутніх захворювань). На метаболізм лікарських препаратів також впливають стрес, іонізуюче випромінювання, забруднення навколишнього середовища та інші зовнішні фактори. Зокрема, у чоловіків вища активність мікросомальних ферментів, що призводить до збільшення швидкості метаболізму лікарських засобів та скорочення часу дії лікарських препаратів у чоловіків. У немовлят першого місяця життя знижена активність більшості мікросомальних ферментів, що призводить до значного зниження швидкості біотрансформації частини лікарських препаратів (зокрема, хлорамфеніколу), що може призвести до збільшення токсичності даних лікарських засобів. Зниження активності мікросомальних ферментів спостерігається також у похилому віці, що потребує корекції дози лікарських препаратів у літніх людей. У ослаблених осіб та в осіб із перевтомою також спостерігається зниження активності ферментних систем. При захворюваннях печінки (зокрема, при цирозі печінки) спостерігається зниження активності ферментних систем, а також зниження внутрішньопечінкового кровотоку, що призводить як до збільшення періоду напіввиведення препаратів, так і до зниження швидкості їх детоксикації та виведення з організму, що призводить до збільшення токсичності лікарських препаратів та збільшення частоти їх побічних ефектів. Зміна швидкості біотрансформації лікарських засобів може також бути обумовленою вродженою патологією ферментних систем, що може призвести як до збільшення швидкості метаболізму лікарських препаратів, так і до її зниження. Зокрема, при дефіциті ферменту глюкозо-6-фосфатдегідрогенази еритроцитів при застосуванні хініну, хінідину, ацетилсаліцилової кислоти, хлорамфеніколу або сульфаніламідів може спостерігатись гемолітична анемія. При дефіциті ферменту псевдохолінестерази плазми крові спостерігається значне збільшення тривалості дії міорелаксанту сукцинілхоліну (до 6—8 годин замість 5—7 хвилин у нормі), що пов'язане із зниженням швидкості біотрансформації препарату. При дефіциті N-ацетилтрансферази печінки спостерігається збільшення частоти побічних реакцій при застосуванні ізоніазиду, новокаїнаміду та сульфаніламідних препаратів у зв'язку із сповільненням метаболізму даних препаратів. При недостатності каталази спостерігається відсутність ефекту при застосуванні перекису водню у зв'язку із повільним утворенням атомарного кисню. Окрім цього, генетичні відмінності активності ферментів, які каталізують реакції метаболізму лікарських засобів, можуть сприяти виникненню ідіосинкразії до даних лікарських засобів.